# Van She
Van She ist eine australische Band. Sie wurde 2002 in Sydney gegründet und veröffentlichte im November 2005 ihre erste EP Van She und im August 2008 das Debütalbum V.

## Diskografie

### EPs
- Van She (27. November 2005, Modular Records)
- Ze Vemixes (12. Juli 2009, Modular Records)

### Alben
- V (9. August 2008, Modular Records)
- Idea of Happiness (2012, Modular Records)

### Singles
- Kelly (2005, Modular Records)
- Sex City (2006, Modular Records)
- Cat and the Eye (2007, Modular Records)
- Strangers (2008, Modular Records)
- Changes (2008, Modular Records)
- Kelly (Album Version Re-Release) (2008, Modular Records)
- Idea of Happiness (2012, Modular Records)
- Jamaica (2012, Modular Records)